# Закржевский, Александр Карлович
Алекса́ндр Ка́рлович Закрже́вский (9 (21) мая 1886 года, Киев, Российская империя — 30 мая (12 июня) 1916 года, там же) — русский критик, прозаик, литератор и философ.

## Биография
Александр Карлович Закржевский родился 9 (21) мая 1886 года в Киеве в семье бедного чиновника-поляка, который был его отчимом. Собственное происхождение Закржевский скрывал, отмечая в письмах: «Я совсем не Закржевский», однако имя биологического отца осталось неизвестным. Детство писателя прошло в тяжёлой атмосфере: он был младшим среди почти 40 сводных братьев и сестёр, подвергался жестокому обращению и чувствовал себя «обречённым на смерть» ещё до рождения. Самостоятельно добившись зачисления в городское училище, он вскоре бросил учёбу, что впоследствии вызывало у него чувство стыда.
Я родился от старых родителей, и меня ещё до рождения обрекли на смерть и очень удивлялись, что я не умер… Крошечным ещё, чтобы спрятаться от всех… я забирался в большой шкаф и там просиживал, голодный, целые дни… Я задыхался… от недостатка воздуха и от слез, от обиды, от ненависти… от ужаса.Александр Карлович Закржевский, 
Литературный дебют Закржевского состоялся в 1904 году с публикацией рассказов «Точка жизни», «Песня прошлого» и «Ёлка» в газете «Киевское слово». В этих произведениях отразились его экзистенциальные переживания, интерес к религии и философии (в текстах упоминались Шекспир, Данте, Пшибышевский, Ницше). Во время Революции 1905—1907 годов он организовал литературный кружок в Киеве, где объединил местных интеллектуалов, включая П. П. Муратова.
С 1906 года Закржевский профессионально занялся литературной деятельностью. В 1907 году стал секретарём редакции журнала «В мире искусств», а в 1909 году участвовал в попытке создания журнала «Современные искания». Его лекции о литературном и религиозном модернизме («Проблема смерти в творчестве Л. Андреева и Ф. Сологуба» и др.) вызывали публичные скандалы, закрепив за ним репутацию «аморалиста». В 1908 году он основал «кружок одиноких», где царила атмосфера «достоевщины», однако самоубийство одной из участниц кружка глубоко потрясло Закржевского.
Центральным трудом Закржевского стала трилогия «Достоевский и современная литература» (1911—1913), где он интерпретировал творчество Достоевского через призму собственного духовного опыта. Критики отмечали влияние на него идей Л. Шестова и Д. С. Мережковского, хотя сам Закржевский называл «Религию» (заключительную часть трилогии) «священной книгой». В 1912 году он присоединился к Православной церкви и вошёл в совет Киевского религиозно-философского общества, однако уже к концу года пережил кризис веры.
В работе «Рыцари безумия. (Футуристы)» (1914) Закржевский анализировал футуризм как реакцию на «время всеобщей ликвидации», выделяя творчество Е. Гуро и А. Кручёных. Книга получила отклик в кругах футуристов, хотя её сравнение футуризма с ницшеанством критиковали как поверхностное.
Последние годы жизни Закржевский провёл в крайней нужде. При поддержке Л. Шестова и Вячеслава Иванова он был помещён в гостиницу Киевского Покровского монастыря, где скончался 30 мая (12 июня) 1916 года от продолжительной болезни.

## Литерутура
- Закржевский Александр Карлович // Русские писатели, 1800—1917 : Биографический словарь / гл. ред. П. А. Николаев. — М. : Большая российская энциклопедия, 1992. — Т. 2 : Г—К. — С. 318—320. — 623 с. — (Сер. биогр. словарей: Русские писатели. 11—20 вв.). — 60 000 экз. — ISBN 5-85270-011-8. — ISBN 5-85270-064-9 (т. 2).